# 張康明
張康明（장강명，1975年—）是一名韓國記者、作家。
出生於首爾特別市，畢業於延世大學都市工學系。曾於建設公司工作數年，2002年進入《東亞日報》工作，以記者的身份活躍至今，取材範圍包含社會部、政治部、產業部，與警察、檢察、國會等機關往來密切。

## 著作
- 《표백》
- 《뤼미에르 피플》
- 《열광금지, 에바로드》
- 《호모도미난스》
- 《한국이 싫어서》（《因為討厭韓國》）
- 《그믐, 또는 당신이 세계를 기억하는 방식》
- 《알바생 자르기》
- 《댓글부대》